# Монасипов, Равиль Жакфарович
Равиль Жакфарович Монасипов (27 мая 1967) — советский и российский футболист, выступавший на позиции полузащитника.

## Биография
Воспитанник СДЮШОР профкома СЭПО Саратов. На взрослом уровне начал выступать в 1984 году в составе саратовского «Сокола». В 1986 году вместе с клубом стал победителем зоны 3 второй лиги СССР, однако в финальном турнире «Сокол» занял последнее место в группе и не смог перейти в первую лигу.
В 1989 году перешёл в волгоградский «Ротор», в его составе провёл 4 игры в высшей лиге СССР. В 1990 году вернулся в «Сокол», а в 1991 выступал за винницкую «Ниву».
После распада СССР вновь оказался в «Соколе», за который выступал на протяжении 5 лет и провёл 128 матчей (забил 32 гола) в первом дивизионе России. После ухода из команды продолжил выступать за клубы первого дивизиона, за следующие 2 года сменил 4 клуба: «Энергия» (Камышин), «Сатурн» (Раменское), «Металлург» (Липецк) и «Газовик-Газпром» (Ижевск). В 2000 году вновь вернулся в «Сокол» за который сыграл 4 матча и стал победителем первого дивизиона, однако в Премьер-лиге с «Соколом» не сыграл. В 2001 году Монасипов выступал за клуб второго дивизиона «Искра» (Энгельс), после чего завершил игровую карьеру.
После завершения карьеры работал селекционером и тренером саратовского «Сокола».

## Достижения
«Сокол» Саратов
- Победитель второй лиги СССР (зона 3): 1986
- Победитель первого дивизиона России: 2000